# Dadanawa
Dadanawa es una localidad de la región Alto Takutu-Alto Esequibo en Guyana, que también pertenece a la Guayana Esequiba, territorio reclamado por Venezuela. Está localizada en el río Rupununi; también es una finca que contiene 5 000 cabezas de ganado administrado por vaqueros.

## Historia
El nombre "Dadanawa" es una distorsión del nombre amerindio local Wapishana de Dadinauwau, o " colina del arroyo del espíritu de los guacamayos".
Dadanawa comenzó como un puesto comercial por un hombre de nombre DeRooie alrededor de 1865 y fue vendido con 300 cabezas de ganado a fines de la década de 1880 a HPC Melville, un buscador de oro de Barbados que se encontró perdido y casi muerto de malaria en el área varios años antes. La finca se vendió a inversores y se estableció como Rupununi Development Company en 1919.